# 1607
1607 је била проста година.

## Догађаји

### Април
- 26. април — Енглески колонисти се искрцавају код Кејп Хенрија у Вирџинији, а касније крећу уз реку Џејмс.

### Мај
- 14. мај — Енглески авантуриста Џејмс Смит основао прво енглеско насеље на тлу Северне Америке, касније по њему названо Џејмстаун.